# Boston Society of Film Critics Awards 1988
La 9ª edizione dei Boston Society of Film Critics Awards si è svolta nel 1989, per onorare l'eccellenza nell'industra del cinema per l'anno 1988.

## Premi

### Miglior film
- Bull Durham - Un gioco a tre mani (Bull Durham), regia di Ron Shelton

### Miglior attore
- Daniel Day-Lewis - L'insostenibile leggerezza dell'essere (The Unbearable Lightness of Being)

### Migliore attrice
- Melanie Griffith - Una donna in carriera (Working Girl)

### Miglior attore non protagonista
- Dean Stockwell - Una vedova allegra... ma non troppo (Married to the Mob) e Tucker - Un uomo e il suo sogno (Tucker: The Man and His Dream)

### Migliore attrice non protagonista
- Joan Cusack - Una vedova allegra... ma non troppo (Married to the Mob), Un gentleman a New York (Stars and Bars) e Una donna in carriera (Working Girl)

### Miglior regista
- Stephen Frears - Le relazioni pericolose (Dangerous Liaisons)

### Migliore sceneggiatura
- Ron Shelton - Bull Durham - Un gioco a tre mani (Bull Durham)

### Miglior fotografia
- Sven Nykvist - L'insostenibile leggerezza dell'essere (The Unbearable Lightness of Being)

### Miglior documentario
- La sottile linea blu (The Thin Blue Line), regia di Errol Morris

### Miglior film in lingua straniera
- Salaam Bombay!, regia di Mira Nair  ·   India